# حمله راکتی ماریوپل (ژانویه ۲۰۱۵)
حمله راکتی به ماریوپل در تاریخ ۲۴ ژانویه ۲۰۱۵ توسط نیروهای جمهوری خلق دونتسک (طرفدار روسیه) انجام شد. نیروهای اوکراینی مشغول دفاع از این شهر دریایی استراتژیک بودند. ماریوپل در سال گذشته چندین بار مورد حمله نیروهای طرفدار روسیه قرار گرفته بود، از جمله در ماه‌های مه-ژوئن سال ۲۰۱۴ که در جریان آن شهر تحت کنترل نیروهای طرفدار روسیه گرفت اما نیروهای اوکراینی موفق به بازپس‌گیری شهر شدند و مجدداً در سپتامبر ۲۰۱۴ که شهر بار دیگر دیگر مورد حمله قرار گرفت اما نیروهای اوکراینی موفق به دفع حمله شدند.
در ۲۴ ژانویه سال ۲۰۱۵، شورای شهر و پلیس منطقه‌ای ماریوپل اعلام کردند: این شهر هدف راکت پرانی بی هدف و کور نیروهای طرفدار روسیه به وسیله راکت انداز دوربرد گراد قرار گرفته‌است که در نتیجه آن دستکم ۳۰ نفر کشته و ۱۲۸ نفر زخمی شده‌اند. مقامات اوکراینی گفتند که شورشیان و ارتش روسیه مسئول این حمله هستند. به گفته نهادهای اطلاعات اوکراین، این حمله به دستور فرماندهان ارتش روسیه انجام شده بود. در سال ۲۰۱۸، وب سایت تحقیقاتی بلینگ کت اعلام کرد که شواهدی وجود دارد که افسران روسی به‌طور مستقیم در این حمله دست داشته‌اند و تجهیزاتی که برای حمله به کار رفته‌اند از روسیه وارد اوکراین شده بودند. شورشیان حمله به ماریوپل را تکذیب کردند، اما رهبر آنها، الکساندر زاخارچنکو در همان روز خبر از حمله به شهر ماریوپل داد.
براساس گزارش هیئت نظارت ویژه سازمان امنیت و همکاری اروپا (OSCE) در اوکراین، راکت‌های گراد و اورگان از مناطق تحت کنترل نیروهای طرفدار روسیه شلیک شده‌اند. جفری دی. فلتمن، مسئول سیاسی سازمان ملل متحد گفت که این حملات "آگاهانه غیرنظامیان را هدف قرار داده " و قوانین بین‌المللی بشردوستانه را نقض کرده که می‌توانند جنایات جنگی محسوب شود. حمله به ماریوپل ۱۱ روز پس از حمله مرگبار به اتوبوسی در وولنواخا رخ داد. در جریان حمله راکتی به یک ایست بازرسی دولت اوکراین در شهر وولنواخا، یک اتوبوس مسافربری مورد هدف قرار گرفت که منجر به کشته شدن ۱۲ غیرنظامی شد. مقامات دولتی این حمله را به نیروهای جدایی طلب نسبت دادند، اما شورشیان انجام این حمله را تکذیب کردند.

## پیش زمینه

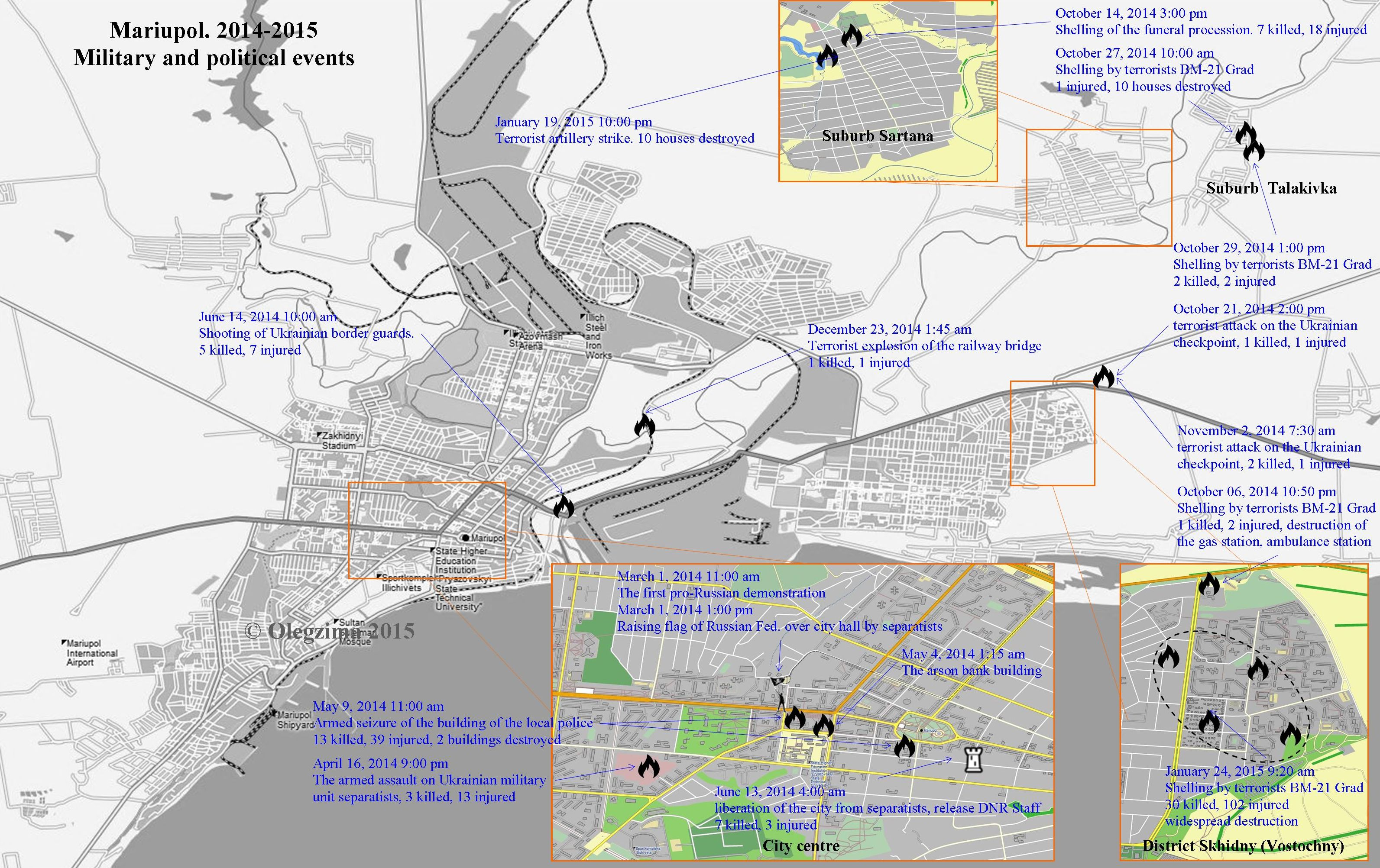
رویدادهای نظامی و سیاسی در ماریوپل بین سال‌های ۲۰۱۴–۲۰۱۵

ماریوپل و دبالتسفه عرصه‌های مهمی برای نیروهای طرفدار روسیه و اوکراین بودند زیرا هر دو شهر از نظر ترانزیتی برای طرفین اهمیتی حیاتی داشتند زیرا به عنوان «دروازه‌ای زمینی» برای اتصال به کریمه توصیف می‌شدند و از نظر استراتژیک برای طرفداران روسیه که در پی اتصال مناطق تحت کنترل خود به کریمه که تحت تصرف روسیه بود بسیار مهم بودند. نیروهای طرفدار روسیه قصد داشتند با تصرف این مناطق امنیت مناطق تحت کنترل جمهوری‌های دونتسک و لوهانسک را تأمین کنند.
در ۲۲ ژانویه، شورشیان طرفدار روسیه سعی کردند به مواضع اوکراین در شمال شرقی شهر حمله کنند اما شکست خوردند. روز بعد، الکساندر زاخارچنکو عهد کرد که تا رسیدن به مرزهای استان دونتسک بجنگد. بنا بر گزارش‌ها، جدایی طلبان با استفاده از تجهیزات زرهی حمله را آغاز کردند و همچنین حملاتی در نزدیکی غرب شهر [ماریوپل] انجام دادند. بنا بر گزارش‌ها، دهکده تالاکوفکا توسط جدایی طلبان به شدت گلوله‌باران شد، اما نیروهای اوکراینی توانستند کنترل دهکده را حفظ کنند. آندری لیسنکو سخنگوی نیروهای مسلح اوکراین با تأیید پیشروی تانک‌های شورشیان و گلوله‌باران پست‌های بازرسی ارتش گفت که جدایی طلبان هنوز قادر به بمباران شهر نیستند، زیرا نیروهای اوکراینی به اندازه لازم به آنها اجازه پیشروی و نزدیک شدن به شهر را نداده‌اند. دیمیتری تیمچوک، یک وبلاگ نویس نظامی، در فیس بوک گزارش داد که کاروانی متشکل از تانک و خودروهای زرهی متعلق به جمهوری خلق دونتسک در حال پیشروی به سمت شهر هستند.

## حمله

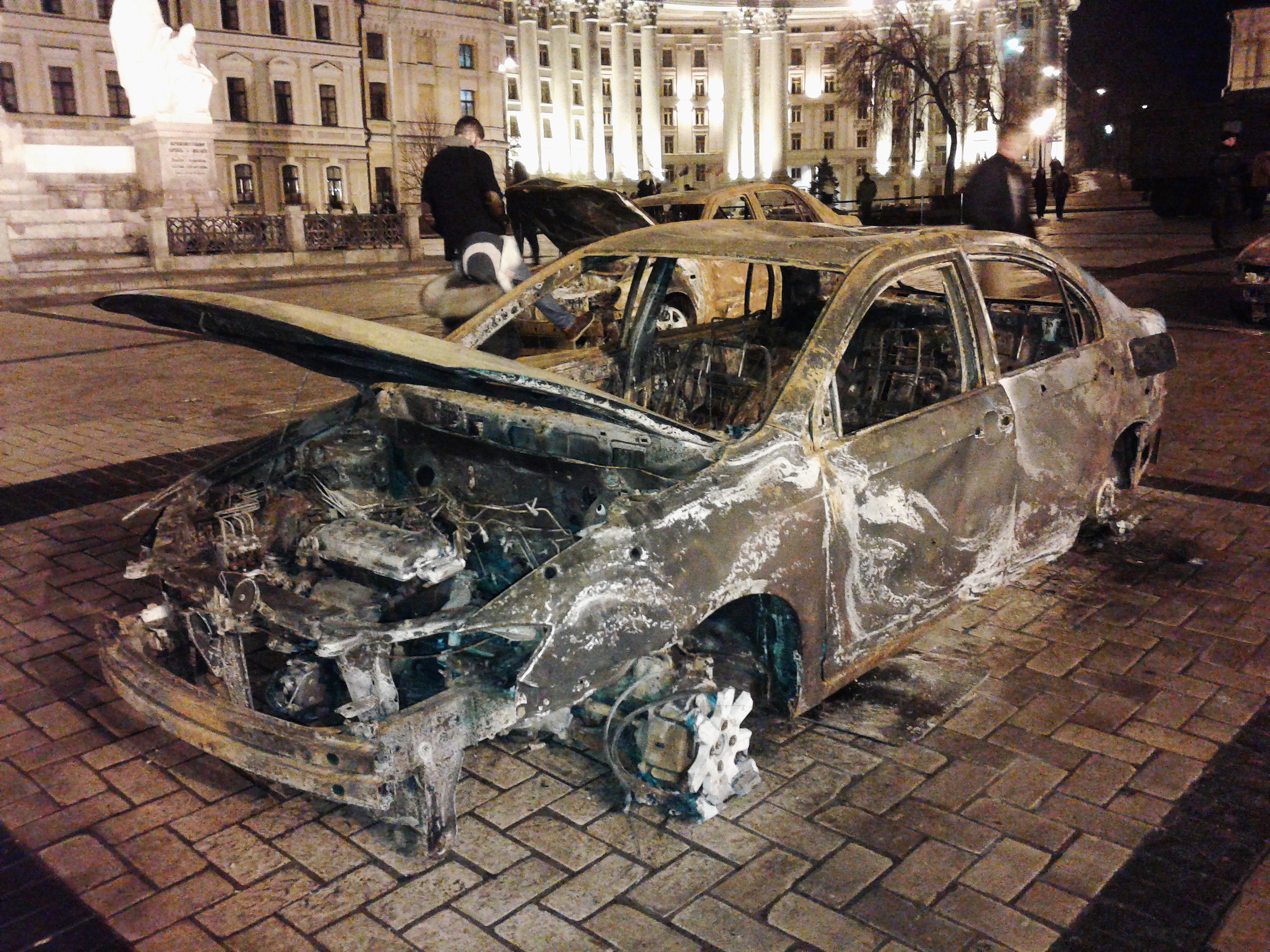
یک خودروی غیرنظامی سوخته شده بر اثر راکتی به ماریوپل که به نمایشگاهی در کی‌یف برده شده‌است.

در ۲۴ ژانویه، پس از حمله راکتی که باعث مرگ تعدادی از مردم شد درگیری‌ها شدت گرفت. مقامات شهر ماریوپل اعلام کردند بر اثر اصابت راکت گراد به یک منطقه مسکونی ۲۰ نفر کشته شدند. تصاویر و ویدئویی‌هایی که از این حادثه گرفته شد حاکی از آتش گرفتن خودروها، ساختمان‌ها و آپارتمان‌ها در نتیجه این حمله بود. به نظر می‌رسد که این حمله با استفاده از یک راکت‌انداز چندگانه انجام شده‌است. یکی از ساکنان ماریوپل در تماس تلفنی با خبرگزاری فرانسه گفت که شورشیان موفق به تصرف فرودگاه این شهر شده‌اند، اما شورشیان هیچ اظهار نظری در این مورد کردند. این فرودگاه حدود ۲۰ کیلومتر پشت خطوط درگیری قرار داشت. شورشیان هر گونه مداخله در این حمله را رد کردند.
حملات راکتی یک روز پس از آن صورت گرفت که شورشیان توافق صلح را رد کردند و اعلام کردند که آنها اقدام به حمله چند جانبه علیه نیروهای اوکراینی خواهند کرد تا وسعت قلمرو خود را افزایش دهند. علیرغم انکار شورشیان، الکساندر زاخارچنکو، رهبر شورشیان دونتسک گفت که نیروهای وی حمله به ماریوپل را آغاز کرده‌اند و مذاکرات بیشتر با کی‌یف را رد کرد. زاخارچنکو گفت که «امروز حمله به ماریوپل آغاز کردیم. این بهترین یادبود ممکن برای همه مردگان ما خواهد بود.» زاخارچنکو حملات راکتی به ماریوپل را جوسازی ارتش اوکراین علیه جمهوری خلق دونتسک اعلام کرد و گفت نیروهای ما سیستم‌های راکتی ذکر شده را ندارند. او در ادامه افزود «به گفته منابع ما حمله از منطقه استاری کِریم که تحت کنترل ارتش اوکراین بوده انجام شده‌است.» تعداد کشته شدگان به ۲۷ نفر رسید همچنین تعداد زخمی‌ها نیز افزایش یافت. آرسنی یاتسنیوک نخست‌وزیر اوکراین خواستار برگزاری نشست فوری شورای امنیت سازمان ملل شد.
یک ایست بازرسی نظامی اوکراین نیز در این حمله هدف حمله قرار گرفت و منجر به مرگ یک سرباز شد. شورای شهر ماریوپل از شهروندان خواست که وحشت نکنند و در ادامه اعلام کرد «تمامی واحدها برای نبرد آماده هستند و تدابیر امنیتی در شهر تقویت شده‌است.» دبیرکل ناتو، ینس استولتنبرگ، حمله را محکوم کرد و از روسیه خواست حمایت از شورشیان را متوقف کند. پترو پروشنکو رئیس‌جمهور اوکراین این حمله را جنایت علیه بشریت دانست و سفر خود به عربستان سعودی را لغو کرد. او همچنین قول داد که «پیروزی کامل» بر شورشیان را به ارمغان بیاورد.
به گفته ناظران سازمان امنیت و همکاری اروپا، در این حمله از راکت‌های «گراد» و «اورگان» استفاده شده‌است که از روستاهای اوکتیابر (۱۹ کیلومتری شمال شرقی) و زایی چنکو (۱۵ کیلومتری شمال شرقی) که هر دو تحت کنترل نیروهای جدایی‌طلب هستند، شلیک شده‌اند. بعدها، شورشیان طرفدار روسیه گفتند که قصد حمله به ماریوپل را ندارند و حمله فقط برای تقویت مواضع در اطراف شهر انجام شده‌است.
روز بعد، رئیس‌جمهور پروشنکو قول داد که به درگیری‌های جاری در شهر ماریوپل پایان دهد. او در نشست اضطراری شورای امنیت اوکراین گفت که توافقنامه مینسک که در ۵ سپتامبر امضا شد تنها راه حل برای پایان دادن به درگیری‌ها است. او گفت که مکالمات رادیویی شنود شده ثابت می‌کند که شورشیان طرفدار روسیه پشت این حملات هستند. روسیه دست داشتن در این حمله را رد کرد و گفت که این حمله در نتیجه گلوله‌باران بی هدف مناطق مسکونی توسط نیروهای اوکراینی رخ داده‌است. پترو پروشنکو گفت که نیروهای اوکراینی اکثر شورشیان دخیل در حمله راکتی را کشته‌اند و تلفات شورشیان را ۱۱۰ تن اعلام کردند او در ادامه افزود که شش پرتابگر راکت گراد نیز منهدم شدند. همچنین پروشنکو اعلام کرد نیروهای امنیتی اوکراین (اس بی یو) توانسته‌اند یکی از افراد دخیل در حمله را دستگیر کنند و او را برای بازجویی به کی‌یف فرستاده‌اند.
سرویس امنیتی اوکراین (SBU) جدول زمانی دقیق حمله راکتی را منتشر کرد.

## پیامد
در ۲۷ ژانویه، اعضای گردان آزوف تمرینات خود در خارج از شهر را جهت آمادگی در برابر تهاجم احتمالی شورشیان به ماریوپل آغاز کردند. دو تن از اعضای گردان آزوف روز بعد در حمله به یک ایست بازرسی در نزدیکی شهر کشته شدند. به گفته نیروهای اوکراینی، در ۱ فوریه، روستاهای تالاکوفکا و پاولوپیل در نزدیکی شهر ماریوپل به شدت توسط شورشیان طرفدار روسیه گلوله‌باران شدند. بنابر ادعای ارتش اوکراین در ۳ فوریه، جدایی طلبان سعی کردند به ماریوپل حمله کنند اما آنها توانستند دو تانک جدایی طلبان را منهدم و تعدادی از آنان را بکشند.
در ۴ فوریه، والنتین نالیوایچنکو، رئیس اس بی یو اعلام کرد که آنها نیروهای دخیل در حمله به ماریوپل و افسر روسی که حمله را فرماندهی می‌کرد در یک عملیات ویژه کشته‌اند.
در ۱۰ فوریه، گارد ملی و گردان آزوف حمله ای را به شهر نووازوفسک آغاز کردند و به سرعت توانستند دهکده‌های شیروکِنه، پاولوپیل، کُومین تِرنوِ و اوکتیابر را تصرف کنند. نیروهای اوکراینی موفق شدند جدایی‌طلبان را تا دهکده ساخانکا عقب برانند. بنا بر گزارش گردان آزوف، آنها در ساخانکا با شورشیان درگیر شدند. با این حال، جنگ در این منطقه ادامه یافت؛ در اواخر آوریل، دویچه وله گزارش داد که شبه نظامیان طرفدار روسیه مواضع خود را در مرکز شیروکِنه را تقویت کرده‌اند.

## واکنش بین‌المللی
فدریکا موگرینی، نماینده عالی اتحادیه اروپا در امور خارجی و سیاست امنیتی در بیانیه‌ای عمومی حمله را محکوم کرد. روسیه بیانیه پیشنهادی شورای امنیت سازمان ملل متحد را وتو کرد زیرا در این بیانیه پیشنهاد شده بود الکساندر زاخارچنکو که اعلامیه حمله به ماریوپل را صادر کرده بود مقصر خوانده شود؛ بیانیه سازمان ملل، اعلامیه زاخارچنکو را محکوم و غیرمسئولانه می‌خواند اما روسیه که جدایی طلبان را «نیروهای دفاع از خود» می‌خواند مانع از صدور این بیانه شد. این حمله و «اظهارات تحریک آمیز رهبران جدایی طلب» در نهایت توسط بان کی مون، دبیرکل سازمان ملل متحد محکوم شد. این حمله از سوی ناتو نیز محکوم شد.